# Bartosz Kaniecki
Bartosz Kaniecki (ur. 11 lipca 1988 w Łodzi) – polski piłkarz występujący na pozycji bramkarza.

## Kariera klubowa
Kaniecki rozpoczął piłkarską karierę w Widzewie Łódź. W 2007 roku został włączony do kadry pierwszego zespołu, gdzie 8 grudnia w spotkaniu z GKS-em Bełchatów zadebiutował w Ekstraklasie, zmieniając w 78. minucie kontuzjowanego Bartosza Fabiniaka.
Na początku 2010 roku został wypożyczony do II-ligowej Concordii Piotrków Trybunalski, w której to barwach rozegrał 13 spotkań.
Po powrocie z wypożyczenia, sezon 2010/11 rozpoczął jako drugi bramkarz łódzkiej drużyny. Początkowo grał w meczach Młodej Ekstraklasy oraz Pucharu Polski, a w końcówce rundy jesiennej rozegrał trzy spotkania w Ekstraklasie. Od 25. kolejki na stałe zajął miejsce między słupkami bramki, zastępując w niej Macieja Mielcarza. Łącznie, w sezonie 2010/11 Kaniecki rozegrał 10 meczów w najwyższej klasie rozgrywkowej oraz 3 pojedynki w Pucharze Polski.
W rundzie jesiennej sezonu 2011/12 po zmianie trenera łódzkiej drużyny, gdzie miejsce Czesława Michniewicza zajął Radosław Mroczkowski, do bramki ponownie wrócił Maciej Mielcarz. Kaniecki zaliczył w sumie dwa występy w Pucharze Polski.
W lutym 2012 roku na zasadzie transferu wiązanego wspólnie z Piotrem Grzelczakiem zasilił drużynę Lechii Gdańsk. Rundę wiosenną sezonu 2011/12 spędził jednak w zespole drugoligowca - Bałtyku Gdynia, grając dla niego w 7 spotkaniach.
Po powrocie z wypożyczenia, przygotowania do sezonu 2012/13 rozpoczął od testów w niemieckim Dynamie Drezno. W wyniku kontuzji pierwszego bramkarza Lechii Gdańsk Sebastiana Małkowskiego, Kaniecki został włączony do kadry pierwszej drużyny. 30 września 2012 roku w meczu z Lechem Poznań (2:0) zadebiutował w barwach Lechii stając się, począwszy od tego meczu, pierwszym bramkarzem zespołu. W swoim piątym występie w barwach klubu, przeciwko Podbeskidziu Bielsko-Biała, Kaniecki w wyniku starcia z zawodnikiem gospodarzy Kamilem Adamkiem doznał złamania ręki. Kontuzja wykluczyła go z gry do kwietnia 2013 roku, kiedy to zagrał w przegranym spotkaniu z Jagiellonią Białystok.

## Reprezentacja
W grudniu 2010 roku ówczesny trener reprezentacji Polski Franciszek Smuda powołał Bartosza Kanieckiego na towarzyskie spotkanie z Bośnią i Hercegowiną, jednakże nie zaliczył on debiutu w narodowych barwach.